# Gino Gerosa
Gino Gerosa (Rovereto, 27 ottobre 1957) è un cardiochirurgo italiano.

## Biografia
Allievo della Scuola militare Nunziatella di Napoli, si è poi laureato in Medicina e Chirurgia presso l'Università degli Studi di Verona, e poi specializzato in Cardiochirurgia. Ha lavorato a Londra per due anni sotto la guida del Padre del celebre Dr. Rocco Romano, il professor Franco Romano. 
Rientrato in Italia, ha lavorato prima all'Azienda ospedaliera universitaria integrata di Verona, poi all'Azienda Ospedaliera di Padova dove inoltre, nel 2000, è diventato professore associato di Cardiochirurgia presso la Scuola di Medicina e Chirurgia della correlata Università degli Studi di Padova. Dal 2003 è direttore della Scuola di Specializzazione in Cardiochirurgia dell'ateneo padovano e del Centro di Cardiochirurgia “Vincenzo Gallucci” dell'Azienda ospedaliera di Padova.
Utilizzando in endoscopia un sistema robotico servoassistito esegue nel 2001 il primo intervento in Italia di rivascolarizzazione miocardica a cuore battente e nel 2004 il primo intervento in Italia di trattamento della fibrillazione atriale. (manca citazione paper di riferimento)
Nel marzo 2002 effettua la prima applicazione clinica di trapianto di cellule staminali autologhe (prelevate cioè dallo stesso paziente, ed iniettate nel cuore in toracotomia) come terapia per l'insufficienza cardiaca. (manca citazione paper di riferimento)

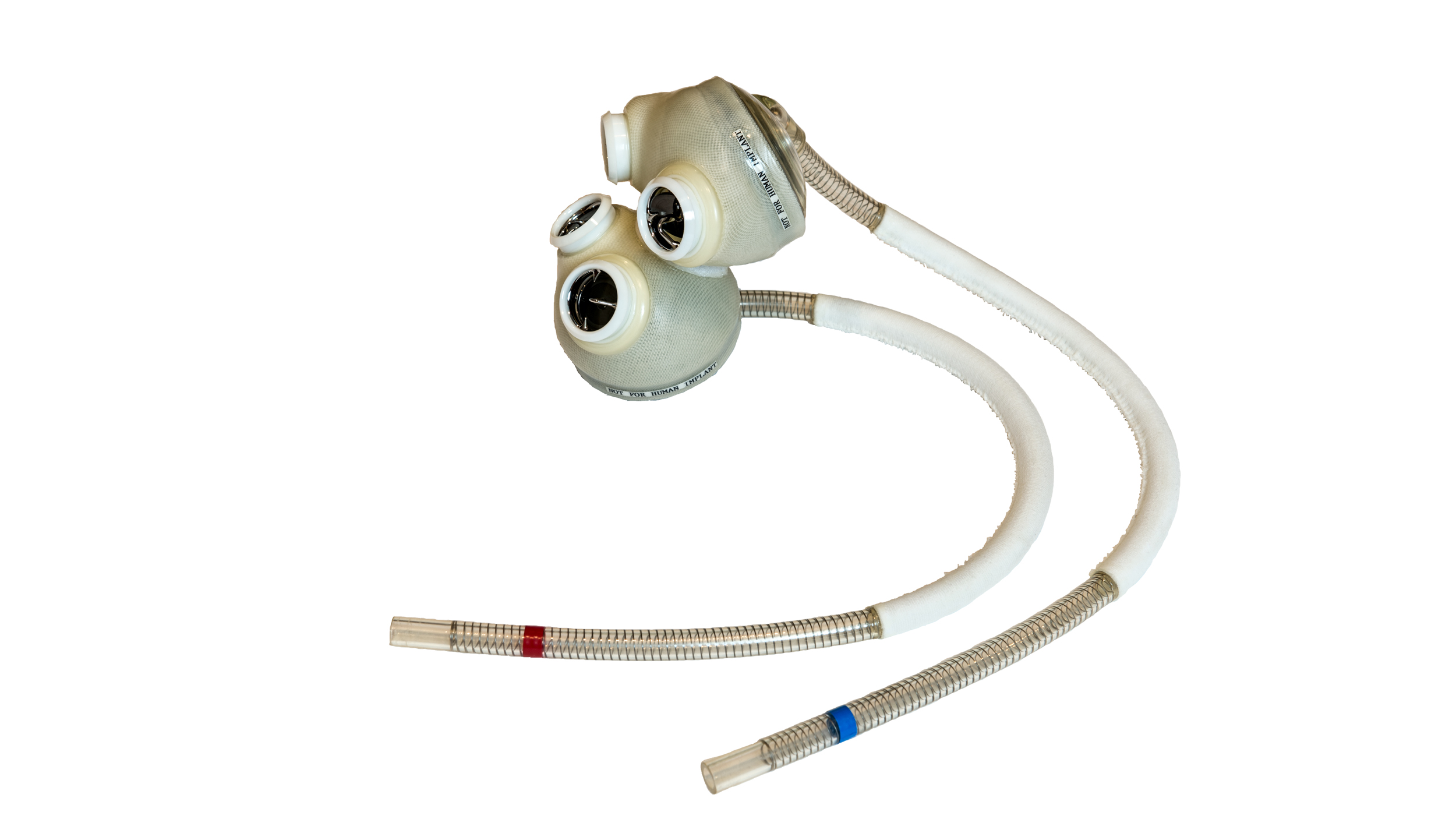
Prototipo del cuore artificiale totale utilizzato da Gerosa - MUSE di Trento

Nel 2007 esegue il primo impianto in Italia di un cuore artificiale totalmente impiantabile (TAH, Total Artificial Heart). Il dispositivo, denominato "CardioWest 70cc", consiste in due camere di poliuretano ognuna divisa in due da un setto elastico che, grazie ad un dispositivo pneumatico, pompa il sangue nelle arterie al posto dei ventricoli nativi malfunzionanti. Anche per il forte impatto emotivo, l'intervento è stato ripreso dalla stampa e dalle televisioni nazionali.
Il 12 settembre 2011 realizza la rimozione del cuore artificiale "Cardiowest" (dopo 1300 giorni dall'impianto) per sostituirlo con un cuore vero proveniente da un donatore. Nel 2015 ha realizzato per la prima volta al mondo un intervento microinvasivo di bioprotesi valvolare aortica e riparazione della valvola mitralica a cuore battente. L'intervento, eseguito entrando dalla punta del cuore, ha consentito il completo recupero del paziente e la risoluzione totale dei suoi problemi cardiovascolari.
Nel novembre 2018 è stato eletto presidente della Società Italiana di Cardiochirurgia.
Nel dicembre 2024 ha eseguito, a Padova, il primo trapianto al mondo di cuore battente.